# Crawl
«Crawl» — второй сингл Криса Брауна из третьего сольного альбома Graffiti, выпущенного для цифрового скачивания 24 ноября 2009 года. Композиция была создана The Messengers и написана Насри, Адамом Мессингером, Люком Бойдом и Брауном. Песня о стремлении восстановить неудачные отношения и была воспринята критиками как о бывших отношениях между Брауном и барбадосской певицей Рианной. Тем не менее, Браун заявил, что песня не относится к каким-либо его прежним отношениям.
По смешанным обзорам песня получила положительные отклики. Она попала в первую двадцатку в Японии и Новой Зеландии и в лучшие 40 песен в Соединённом королевстве и Ирландии. В США песня заняла 53-е место. Сопроводительный видеоклип создан Брауном и американской R&B певицей Кэсси в качествего объекта его любовного интереса. В клипе он жаждет отношений между ними зимней ночью в городе и на сцене в пустыне. Браун исполнил песню во время тура в благодарность фанатам в 2009 году и на BET «SOS: Help for Haiti Telethon» в пользу жертв землетрясения 2010 года на Гаити.

## Чарты
| Чарт (2009)                         | Наивысшее место |
| ----------------------------------- | --------------- |
| Australian ARIA Singles Chart Chart | 67              |
| Canadian Hot 100                    | 73              |
| Dutch Tipparade (Bubbling Under)    | 8               |
| European Hot 100                    | 97              |
| Japan Hot 100                       | 20              |
| Irish Singles Chart                 | 39              |
| New Zealand Singles Chart           | 16              |
| UK Singles Chart                    | 35              |
| UK R&B Chart                        | 8               |
| US Billboard Hot 100                | 53              |
| US Adult Top 40 (Adult Pop Songs)   | 20              |
| US Hot R&B/Hip-Hop Songs            | 59              |

## Список композиций
- Digital download[8]

1. «Crawl» — 3:57

- Germany Digital download[9]

1. Crawl — 3:56
2. Graffiti — 5:12